# 洛迪站
洛迪站是羅馬地鐵C線的一座地下车站，自2015年6月29日线路开通起，是该线西端的终点站，直至2018年5月12日，圣若望站成为了新的终点站。
洛迪站由洛迪广场命名，但并不在其下方，而是在拉斯佩齐亚大街的更西面，位于奥尔维耶托大街和卡梅里诺广场之间。该站于2007年4月开始修建，直至2015年1月结束，并最终于2015年6月开通。

## 接驳交通
- Ponte Casilino站（義大利語：Stazione di Ponte Casilino）
- 汽车站（ATAC线）

## 周边
- 卡梅里诺广场
- 餐馆

## 拓展链接
维基共享资源上的相關多媒體資源：洛迪站